# Nick Raider
Nick Raider izmišljeni je strip detektiv čiju je seriju od 1988. do 2005. objavljivao Sergio Bonelli Editore u Italiji. Grafički nadahnut američkim glumcem Robertom Mitchumom, stvorili su ga književnik Claudio Nizzi i crtač Giampiero Casertano. Njegovog partnera Marvina Browna nadahnuo je Eddie Murphy. Priče Nicka Raidera smještene su u New York.
Među pisce koji su radili na redovnim serijama su Gianfranco Manfredi, Stefano Piani, Tito Faraci i Gino D'Antonio; crtači su Gustavo Trigo, Ivo Milazzo, Ferdinando Tacconi, Sergio Toppi i Luigi Siniscalchi. Mladi Iginio Straffi, koji će kasnije stvoriti animiranu seriju Winx Club, bio je glavni kreativni umjetnik.
Godine 2006. IF Edizioni objavio je miniseriju Nick Raider s 4 broja, koju je također napisao Nizzi.
U Indiji izdavači Prakash redovito objavljuju priče o Nick Raideru u svojoj marki Tamil Comics, Muthu Comics, počevši od 1990-ih. U njihovim je pričama nazvan detektiv Robin.

## Vanjske poveznice
- Sergio Bonelli's page  Arhivirana inačica izvorne stranice od 23. lipnja 2007. (Wayback Machine)